# Exostema ixoroides
Exostema ixoroides är en måreväxtart som först beskrevs av Joseph Dalton Hooker, och fick sitt nu gällande namn av T.Mcdowell. Exostema ixoroides ingår i släktet Exostema och familjen måreväxter.
Artens utbredningsområde är Kuba.

## Underarter
Arten delas in i följande underarter:
- E. i. eggersii
- E. i. ixoroides
- E. i. maestrense
- E. i. parvifolium
- E. i. wrightii